# 158-я стрелковая дивизия (1-го формирования)
158-я стрелковая дивизия — стрелковая дивизия РККА ВС Союза ССР, в Великой Отечественной войне.
Сокращённое действительное наименование — 158 сд.
Период вхождения в действующую армию: 2 июля 1941 года — 15 августа 1941 года.

## История
Сформирована в 1939 году в СКВО на базе 38-й Донской Краснознамённой Морозовско-Донецкой имени А. И. Микояна стрелковой дивизии.
На 22 июня 1941 года находилась в составе 34-го стрелкового корпуса с местом дислокации в районе Черкассы, Белая Церковь. Корпус был подчинен 19-й Армии на Юго-Западном фронте. В июле 1941 года в связи с неблагоприятным развитием событий на Западном фронте 19-ю армию приказано перебросить в район Витебск, Рудня, Смоленск. Как указано в справке и. о. командира дивизии полковника В. П. Брынзова от 25 июля, «Части дивизии вводились в бой по прибытии на станцию отдельно батальонами и дивизионами и придавались к другим соединениям, штабу фронта и штабу 19 армии. Так были использованы в бою 535-й гаубичный артполк, 196-й отдельный противотанковый артдивизион, 284-й отдельный батальон связи, 110-й отдельный разведывательный батальон и штабная батарея, откуда после боя возвращались в 158 дивизию отдельные люди без всякой матчасти. 423-й легко-артиллерийский полк и 2 стрелковых батальона 881-го стрелкового полка, погруженные в эшелон на ст. Фастово, направлены неизвестно куда и до сих пор в дивизии их нет. 274-й отдельный сапёрный батальон до выступления на фронт выбыл из дивизии в ПрибВО».
Потеряв связь со штабом 19-й армии, 34-й стрелковый корпус под командованием генерал-майора Хмельницкого в составе 127-й и 158-й стрелковых дивизий вошел в подчинение 16-й армии. Корпус была сосредоточен на левом берегу Днепра, южнее 46-й стрелковой дивизии. 158-я стрелковая дивизия занимала Штылов и участок южнее этого населенного пункта.
Примерно 16, 17, 18 июля дивизия в неполном составе вела наступательный бой и содействовала 127-й стрелковой дивизии в овладении южной окраиной г. Смоленск. На южной окраине противник перешел к обороне. Артиллерийские снаряды, как в дивизии, а главным образом, в приданной артиллерии были израсходованы, пополнение боеприпасов не получено. Дальше продвинуться не удалось, так как разрозненные части 158-й стрелковой дивизии были разбиты и рассеяны подошедшей моторизованной колонной и танками противника с направления г. Красный, г. Кромны.
19 июля командир дивизии В. И. Новожилов был контужен и оставлен на поле боя.
В течение ночи 127-я стрелковая дивизия совместно с 158-й стрелковой дивизией, выполняя поставленную боевую задачу, вела напряженные бои на рубеже Коропчено, Рябцево, в ходе которых было успешно отбито семь атак пехоты и танков противника.
24 июля 1941 года 127-я и 158-я стрелковые дивизии 34-го стрелкового корпуса (уже в составе 16-й армии) Западного фронта, наступавшие с юга на южную часть Смоленска, после двухдневных контратак противника, понеся большие потери, отошли за Днепр в район Королево, Ложейково.
В ночь на 25 июля 127-я стрелковая дивизия совершив марш Спас-Твердильск-Рудня (восточнее г. Смоленск) с задачей — переправившись через р. Днепр в районе г. Рудня, наступая в направлении Туривщина, Брилевка, овладеть южной окраиной г. Смоленск, имея справа подразделения 158-й стрелковой дивизии (не более разрозненного батальона) и батальон слева 720-го стрелкового полка.
25 июля дивизия переправилась через р. Днепр, заняла Цыгановку, Районовку. И. о. командира дивизии полковник В. П. Брынзов так оценивал состояние дивизии: «158 дивизия, как боевая единица, не существует». Она насчитывала 203 человека начсостава, 1066 человек младшего комсостава и рядовых, на вооружении находились 19 миномётов, 11 45-мм орудий, 3 76-мм орудий, 2 рации.
2 августа 1941 года под воздействием превосходящих сил противника части 127-й и 158-й стрелковых дивизий вынуждены были несколько отойти назад и на фронте Шенково, Рудня, Заболотье перейти к обороне.
Согласно приказу штаба 20-й армии № 0014 от 8 августа 1941 года управление 34-го стрелкового корпуса в составе 127-й и 158-й стрелковых дивизий вошли в состав 20-й армии Западного фронта. 9 августа 1941 года было расформировано управление 34-го стрелкового корпуса.
10 августа 1941 года 875-й стрелковый (в составе 309 человек, 1 станкового пулемета, 6 ручных пулеметов, 234 винтовок, без полковой артиллерии и минометов) и 423-й лёгкий артиллерийский (в составе: людей — 1191, лошадей — 764, 76-мм пушек — 16, 122-мм гаубиц — 8, ручных пулеметов — 20, счетверенных пулеметных установок — 1, винтовок — 66) полки, после переправы через р. Днепр в районе Соловьевской переправы, были передан в состав 127-й стрелковой дивизии.
Остатки дивизии после выхода из окружения были так же влиты в 127-ю стрелковую дивизию, а дивизия расформирована.

## Состав
- 875-й стрелковый полк (в 1940 году — полковник З. Н. Усачёв)
- 879-й стрелковый полк
- 881-й стрелковый полк
- 423-й лёгкий артиллерийский полк
- 535-й гаубичный артиллерийский полк
- 196-й отдельный истребительный противотанковый дивизион
- 167-й отдельный зенитный артиллерийский дивизион
- 110-й разведывательный батальон
- 274-й сапёрный батальон
- 284-й отдельный батальон связи
- 84-й медсанбат
- 119-й автотранспортный батальон[1]

## Подчинение
| На дату    | Фронт            | Армия (группа) | Корпус                 |
| ---------- | ---------------- | -------------- | ---------------------- |
| 22.06.1941 | Резерв Ставки ГК | 19-я армия     | 34-й стрелковый корпус |
| 01.07.1941 | Резерв Ставки ГК | 19-я армия     | 34-й стрелковый корпус |
| 10.07.1941 | Западный фронт   | 19-я армия     | 34-й стрелковый корпус |
| 01.08.1941 | Западный фронт   | 16-я армия     | 34-й стрелковый корпус |
| 08.08.1941 | Западный фронт   | 20-я армия     | -                      |

## Командование дивизии

### Командиры
- Новожилов, Виталий Иванович (15.09.1939 — 10.1940), полковник;
- Брынзов, Василий Петрович (10.1940 — 05.1941), полковник (ИД)[4];
- Новожилов, Виталий Иванович (05.1941 — 21.07.1941), полковник;
- Брынзов, Василий Петрович (21.07.1941 — 15.08.1941), полковник[5]

### Заместители командира дивизии
- Брынзов, Василий Петрович (03.1940 — 21.07.1941), полковник[4]

### Военные комиссары
- Курбаналиев, Абрахим Алиевич (11.01.1940 — 15.08.1941), бригадный комиссар[6]

### Начальники штаба
- Ципель, Абрам Соломонович (21.07.1941 — 15.08.1941), майор

### Начальники политотдела
- Кукин, Николай Петрович (25.09.1939 — 15.08.1941), батальонный комиссар[6]